# Алтхите
Алтхите (њем. Althütte) општина је у њемачкој савезној држави Баден-Виртемберг. Једно је од 31 општинског средишта округа Ремс-Мур. Према процјени из 2010. у општини је живјело 4.134 становника. Посједује регионалну шифру (AGS) 8119004.

## Географија
Алтхите се налази у савезној држави Баден-Виртемберг у округу Ремс-Мур. Општина се налази на надморској висини од 497 метара. Површина општине износи 18,2 km².

## Становништво
У самом мјесту је, према процјени из 2010. године, живјело 4.134 становника. Просјечна густина становништва износи 228 становника/km².

## Међународна сарадња
| Мјесто      | Држава   | Врста сарадње | Од    |
| ----------- | -------- | ------------- | ----- |
| Обертилијах | Аустрија | контакт       | 2000. |
| Извор       |          |               |       |